# Valle di Soğanlı

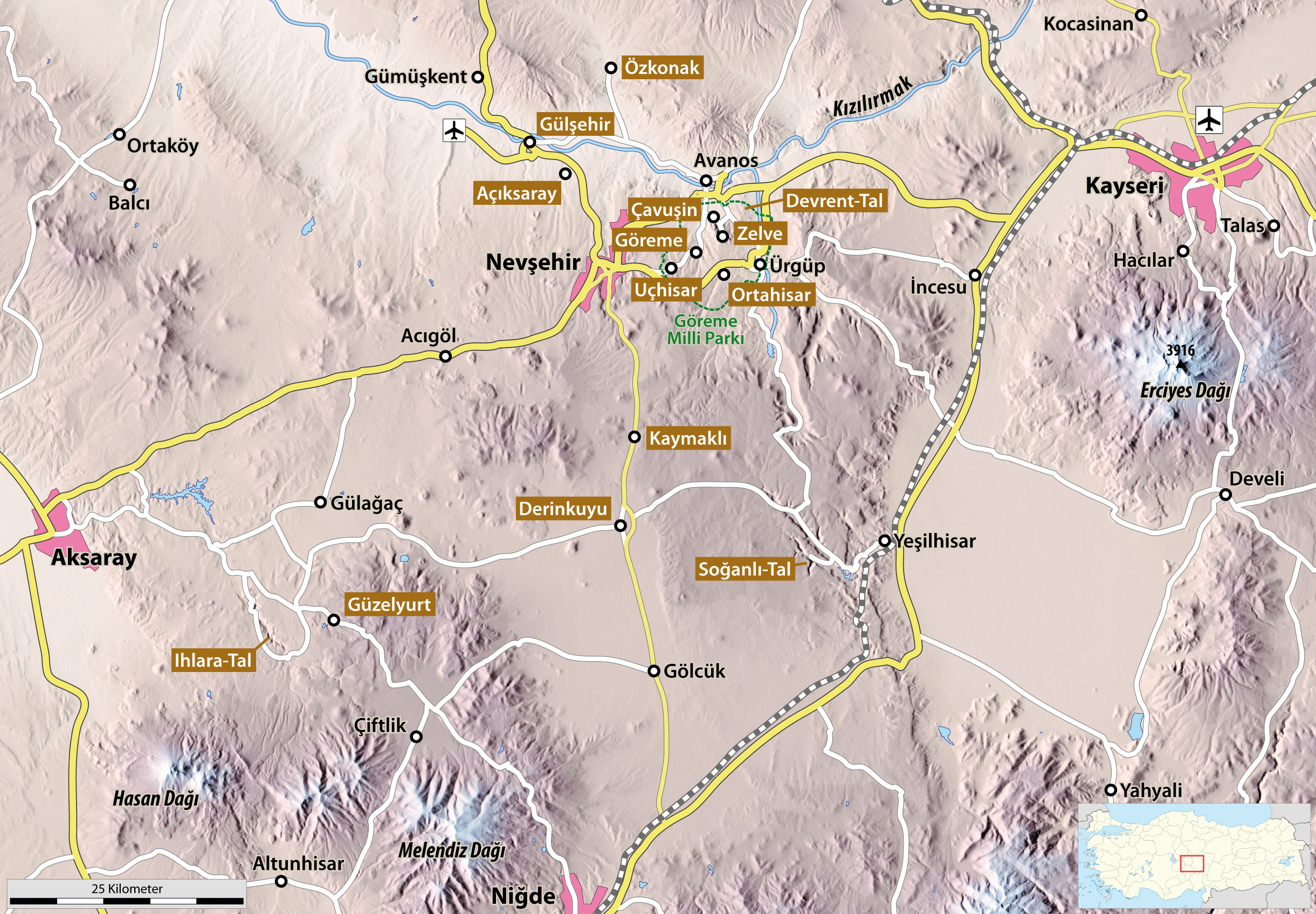
Valle di Soğanlı e altri luoghi degni di nota in Cappadocia

La valle di Soğanlı, precedentemente nota come Soandós, si trova nel distretto di Yeşilhisar, nella provincia di Kayseri in Turchia, nella parte sudorientale della regione della Cappadocia. Nella valle sono presenti diverse chiese e altri siti rupestri scavati nel morbido tufo tipico del territorio.
La valle fu abitata da monaci bizantini dal IX al XIII secolo d.C. A loro si deve la costruzione di un centinaio di chiese, case rupestri e chiostri rinvenuti nel territorio, la maggior parte dei quali è oggi sepolta, diroccata o adibita a stalle. Le scogliere sono costellate di colombaie scavate nella roccia con fori di ingresso segnalati con vernice bianca.

## Chiese
Prima dell'accesso alla valle, ad Aşağı Soğanlı, si trova la Tokali Kilise ("Chiesa della cinghia"). Essa è posizionata sulla parte più alta di una scogliera ed è raggiungibile solo percorrendo una scalinata composta di oltre 50 gradini. All'esterno la facciata è estremamente peculiare poiché scandita dalla presenza tombe scavate nel muro; l'interno, invece, un tempo riccamente decorato di affreschi oramai andati perduti, è diviso in tre navate.
- La Karabaş Kilisesi ("Chiesa dalle teste nere") sita nel ramo settentrionale della valle ha una navata con volta a botte. Secondo un'iscrizione del generale bizantino Michele Skepide sopra la porta ovest, l'ultimo strato di affreschi fu realizzato nel XIII secolo. Essi rappresentano scene della vita di Gesù su sfondo nero. Un insieme di edifici vicini lascia ipotizzare che questa chiesa fosse il centro di un monastero.

- Sempre nella valle settentrionale è sita la Yılanlı Kilise ("Chiesa del serpente"). Un edificio laterale della chiesa con volta a botte contiene due tombe ad arcosolio scavate nella roccia. Gli affreschi sono stati ricoperti di vernice nera e sono gravemente danneggiati. Di fronte a questa chiesa si trova la Kubbeli Kilisi (Chiesa della Cupola), una chiesa a cupola con stanze laterali del X secolo inglobata all'interno di un unico camino delle fate, il quale è stato decorato all'esterno con blocchi di finta muratura e con una cornice a dentelli.

- Nella valle meridionale si trova la Chiesa di Santa Barbara, chiamata anche Tahtalı Kilise ("Chiesa di legno"). Questa chiesa con volta a botte è disposta con un'aula e una cappella laterale su un cortile. Secondo un'iscrizione appena leggibile, risale al 1006 o 1021 d.C. Gli affreschi che ornano l'edificio raffigurano scene del Nuovo Testamento. Il nome turco deriva dal ponte di legno che oggi serve per raggiungere la chiesa.

- Kubbeli Kilise ("Chiesa a cupola")
- Saklı Kilise ("Chiesa nascosta")
- Tokalı Kilisesi ("Chiesa della fibbia")
- Geyikli Kilise ("Chiesa dei cervi")
- Complesso di Soganli Han
- Gok Kilise (Chiesa azzurra)
- Eski Gumus (Il monastero di Gumusler)

## Economia
Gli abitanti della valle si nutrono dei prodotti della zona. Dalle colombaie artificiali, incavate all'interno delle scogliere, viene raccolto il guano che viene poi utilizzato come concime. Poiché la valle è distante dal centro della regione della Cappadocia e non esiste alcun collegamento di trasporto pubblico (dolmuş), è poco visitata dai turisti.